# Empalme
Empalme ist eine Stadt im mexikanischen Bundesstaat Sonora mit 42.516 Einwohnern (2010). Empalme liegt am Golf von Kalifornien nahe der Stadt Guaymas auf einer Höhe von sieben Metern. Empalme ist Verwaltungssitz des Municipio Empalme.

## Geschichte
Die Gegend war früher von verschiedenen indigenen Völkern wie den Yaqui besiedelt. Die Stadt wurde am 15. September 1905 gegründet. Erster Bürgermeister, bis 1940, war C. Miguel Luján Twig.